# Phaedyma amphion
Phaedyma amphion är en fjärilsart som beskrevs av Carl von Linné 1758. Phaedyma amphion ingår i släktet Phaedyma och familjen praktfjärilar. Inga underarter finns listade i Catalogue of Life.

## Bildgalleri

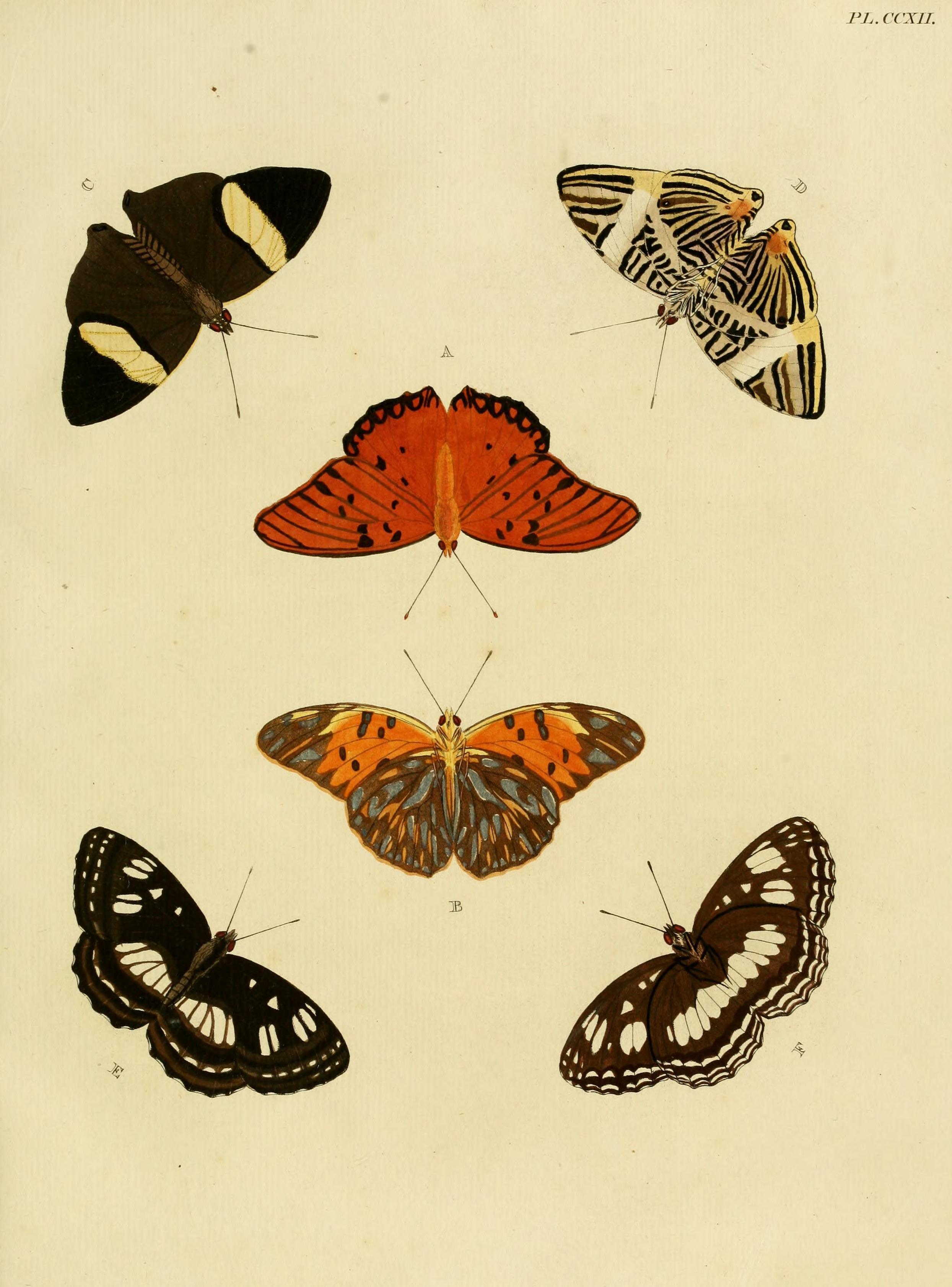